# Calponia harrisonfordi
Calponia harrisonfordi is een spinnensoort in de taxonomische indeling van de Caponiidae. De spin is vernoemd naar de filmacteur Harrison Ford, om hem te bedanken voor het becommentariëren van een documentaire over het Natural History Museum in Londen. 
Het dier behoort tot het geslacht Calponia. De wetenschappelijke naam van de soort werd voor het eerst geldig gepubliceerd in 1993 door Norman I. Platnick. 